# Selo, Žiri
Selo este o localitate din comuna Žiri, Slovenia, cu o populație de 279 de locuitori.